# 相馬郵便局 (青森県)
相馬郵便局（そうまゆうびんきょく）は、青森県弘前市の旧相馬村域にある郵便局。

## 所在地
青森県弘前市大字五所字野沢52-3

## 歴史
- 1901年（明治34年）2月1日 - 陸奥国中津軽郡相馬村大字五所に三等郵便局として開局、郵便貯金事務も取扱う[1]。
- 1941年（昭和16年） - 局種別の改定が行われ、三等郵便局から特定郵便局に変更。
- 時期不明 - 電話交換業務開始。
- 時期不明 - 電話交換業務が、電電公社弘前電報電話局に移管。

## 取扱内容
- 郵便、印紙、ゆうパック、内容証明
- 貯金、為替、振替、振込、国債、貸付
  - 外貨両替や国際送金及び小切手払は扱わない。
- 生命保険、がん保険
  - バイク自賠責保険と自動車保険は扱わない。
- ゆうちょ銀行ATM（払い込み対応機種）
- 弘前市旧相馬村域全域（〒036-15××の集配業務）

## 定休日
- 窓口 - 土日祝と年末年始
- ATM - 正月3が日

## 周辺
- 青森県道129号関ヶ平五代線
- 弘前市役所相馬庁舎(相馬やすらぎ館)
  - 弘前市立図書館相馬ライブラリー
- 五所の診療所

## アクセス
- 弘南バス相馬線「五所局前」バス停下車。
- 駐車場あり：3台分。

## 参考資料
- 『相馬村史』（相馬村・1982年2月発行）372頁～373頁「第六章 産業・第2節 郵便局その他の事項・相馬郵便局」